# 1564 en santé et médecine
| Années de la santé et de la médecine : 1561 - 1562 - 1563 - 1564 - 1565 - 1566 - 1567    |
| Décennies de la santé et de la médecine : 1530 - 1540 - 1550 - 1560 - 1570 - 1580 - 1590 |

Cet article présente les faits marquants de l'année 1564 en santé et médecine.

## Publications
- Giulio Cesare Aranzio (1530-1589) fait imprimer à Bologne, par Giovanni Rossi, son De humano foetu libellus[1],[2].
- Antoine Mizauld (1510-1578), fait imprimer à Paris, chez Fédéric Morel, son Alexikepus, seu Auxiliaris et medicus hortus[3].
- Ambroise Paré (1509 ou 1510-1590), Dix livres de la Chirurgie, avec le Magasin des instrumens nécessaires à icelle, chez Jean Le Royer, à Paris[4].

## Naissance

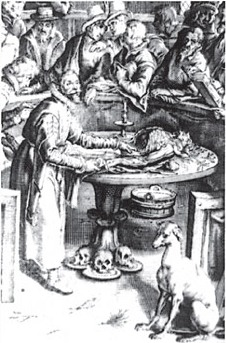
Pieter Pauw dans son théâtre anatomique de Leyde

- Pieter Pauw (mort en 1617), médecin et botaniste néerlandais[5].

## Décès
- 15 octobre : Vésale (né en 1514), médecin et anatomiste brabançon[6].
- 18 octobre : Johannes Acronius Frisius (né vers 1520), médecin, astronome et mathématicien néerlandais[7].
- 8 novembre : Melchior Fendt (de) (né en 1486), philosophe et médecin allemand, professeur à Wittemberg, en Saxe, chancelier de l'université en 1553, fondateur de l'hôpital des étudiants de Wittemberg et auteur, entre autres ouvrages, d'un De formatione foetus[8].
- Pierre Belon (né en 1517), apothicaire et naturaliste français[9].
- Charles Estienne (né en 1504), médecin, imprimeur et écrivain français[10],[11].